# Greig Fraser
Greig Fraser (sinh ngày 3 tháng 10 năm 1975) là một nhà quay phim người Úc từng theo học tại Đại học RMIT. Tác phẩm nổi tiếng nhất của ông bao gồm 30' sau nửa đêm (2012), Lion (2016), Rogue One: Star Wars ngoại truyện (2016), Vice (2018), Dune: Hành tinh cát (2021) và Batman (2022). Với đóng góp của mình trong Lion, anh đã nhận được một đề cử giải Oscar cho Quay phim xuất sắc nhất và một giải BAFTA cũng cho hạng mục tương tự. Năm 2020, Fraser đã giành được giải Primetime Emmy cho Quay phim xuất sắc cho loạt phim máy quay đơn (nửa giờ) cho những đóng góp của anh trong phim truyền hình The Mandalorian.

## Đời tư
Fraser gặp nhà thiết kế trang phục Jodie Fried tại Sydney vào năm 2004 khi đang thực hiện một bộ phim ngắn. Sau khi chuyển đến Hoa Kỳ vào năm 2008, họ kết hôn trên một chiếc trực thăng ở phía trên Las Vegas. Họ sống ở Los Angeles cùng ba người con.

## Danh sách phim

### Điện ảnh
| Năm  | Tựa đề                            | Đạo diễn         | Ghi chú                        |
| ---- | --------------------------------- | ---------------- | ------------------------------ |
| 2005 | Jewboy                            | Tony Krawitz     |                                |
| 2006 | Out of the Blue                   | Robert Sarkies   |                                |
| 2009 | Bright Star                       | Jane Campion     |                                |
| 2009 | Last Ride                         | Glendyn Ivin     |                                |
| 2009 | The Boys Are Back                 | Scott Hicks      |                                |
| 2010 | Let Me In                         | Matt Reeves      |                                |
| 2012 | Killing Them Softly               | Andrew Dominik   |                                |
| 2012 | Bạch Tuyết và gã thợ săn          | Rupert Sanders   |                                |
| 2012 | 30' sau nửa đêm                   | Kathryn Bigelow  |                                |
| 2014 | Foxcatcher                        | Bennett Miller   |                                |
| 2014 | The Gambler                       | Rupert Wyatt     |                                |
| 2016 | Lion                              | Garth Davis      |                                |
| 2016 | Rogue One: Star Wars ngoại truyện | Gareth Edwards   |                                |
| 2018 | Mary Magdalene                    | Garth Davis      |                                |
| 2018 | Vice                              | Adam McKay       |                                |
| 2021 | Dune: Hành tinh cát               | Denis Villeneuve |                                |
| 2022 | Batman                            | Matt Reeves      |                                |
| TBA  | True Love                         | Gareth Edwards   | Quay phim cùng với Oren Soffer |

### Truyền hình
| Năm  | Tựa đề          | Đạo diễn                 | Tập                                                                                           |
| ---- | --------------- | ------------------------ | --------------------------------------------------------------------------------------------- |
| 2019 | The Mandalorian | Dave Filoni Deborah Chow | "Chapter 1: The Mandalorian" "Chapter 3: The Sin" "Chapter 7: The Reckoning" (với Baz Idoine) |